# Tarapacá (region)
Región de Tarapacá är Chiles första region, och gränsar i öster till Bolivia.
Regionen tillhörde före Stillahavskrigen Peru och ingick i Tarapacáprovinsen, men övergick 1883 till Chile som ett resultat av kriget.

## Provinser med kommuner

### Iquique
- Iquique (regionens och provinsens huvudstad)
- Alto Hospicio

### Tamarugal
- Pozo Almonte (provinsens huvudstad)
- Huara
- Camiña
- Colchane
- Pica

Provinserna Arica och Parinacota bröt sig ut, enligt beslut i regeringsnivå ur regionen Tarapacá och bildade en ny region i Chile kallad Región de Arica y Parinacota. Detta genomfördes under 2007.

## Städer
- Iquique
- Pisagua

## Klimat
Regionen ligger vid Atacamaöknen, så det är ganska torrt klimat och varmt under dagen.
Klimatet varierar mycket, på natten kan det bli flera minusgrader.

## Största floder
- Ríos Caquena
- Lauca
- Isluga
- Cariquima
- Concosa (Altiplano)
- Río Lluta